# Xavier Perrot
 Xavier Perrot  va ser un pilot de curses automobilístiques suís que va arribar a disputar curses de Fórmula 1.
Va néixer l'1 de febrer del 1932 a Zúric, Suïssa.

## A la F1
Xavier Perrot va debutar a la setena cursa de la temporada 1969 (la vintena temporada de la història) del campionat del món de la Fórmula 1, disputant el 3 d'agost del 1969 el GP d'Alemanya al circuit de Nürburgring.
Va participar en una única cursa puntuable pel campionat de la F1, aconseguint una desena posició final (sisena dins els de la F2) com a millor classificació en una cursa i no va aconseguir cap punt pel campionat del món de pilots.

## Resultats a la Fórmula 1
| Any  | Equip             | Xassís       | Motor    | 1   | 2   | 3   | 4   | 5   | 6   | 7      | 8   | 9   | 10  | 11  | Posició | Punts |
| ---- | ----------------- | ------------ | -------- | --- | --- | --- | --- | --- | --- | ------ | --- | --- | --- | --- | ------- | ----- |
| 1969 | Squadra Tartaruga | Brabham (F2) | Cosworth | SUD | ESP | MON | HOL | FRA | GBR | ALE 10 | ITA | CAN | USA | MEX | -       | 0     |

### Resum
| Curses: | Victòries: | Pòdiums: | Poles: | Voltes ràpides: | Punts: |
| ------- | ---------- | -------- | ------ | --------------- | ------ |
| 1       | 0          | 0        | 0      | 0               | 0      |